# ぐるぐるDAYS
『ぐるぐるDAYS』（ぐるぐるでぇーず）は、森ゆきえ作の漫画。『りぼん』2000年秋のびっくり大増刊号及び『めだかの学校』6巻に収録。

## あらすじ
席の隣が相川君になり、ずっと隣になる前から相川君のことが片思いだったくるみ。テスト中に相川君とくるみが付き合っているのを想像してテストに2人とキューピットの絵を描き、隣と交換となって、そのテストを相川君が取った。相川君はくるみと同じくテストに集中してなく、別なことを考えて書いていなかった。そのテストを先生に見つかちゃって、相川君とくるみは廊下に立たされて相川君はくるみのテストのことに「47点」と言い、嬉しかったくるみ。

## 登場人物
相川 惣（あいかわ そう）
くるみの席の隣。くるみから好意を抱かれている。
輪堂 くるみ（りんどう くるみ）
相川君のことが好きで相川君のことしか考えていない。